# 鳌图
鳌图（穆麟德轉寫：ootu；1750年—1811年），字伯麟，号沧来、静夫，于姓，汉军镶红旗人，清朝官员。

## 生平
乾隆庚寅科舉人，于1789年接替王劝任金山县知县一职，1790年由郑濂接任。后历任江蘇蘇州府知府、江蘇按察使、江西督糧道，著有《習靜軒詩文集》。

## 家庭
- 曾祖襄勤公于成龍 (旗人)，河道总督。
- 祖父于永裕，世袭轻车都尉，参领。
- 父乾隆甲戌科進士于宗瑛，著有《来鶴堂詩鈔》，母金氏、兴氏。于宗英原配金氏乃陕西协领金鉴之女、镶红旗汉军佐领金芝洪姐妹。
- 女一于氏，嫁正藍旗滿洲覺羅懷垣（父覺羅長慶，胞叔乾隆乙未科進士文敏公覺羅長麟）。其子四川川東兵備道覺羅恒保，著有《公餘隨錄》四卷；孙儿覺羅成駿（又覺羅成禧），嫡妻額爾德特氏（父镶黄旗蒙古、四川川東道錫珮，祖恭勤公恆福，曾祖兩江總督勤襄公璧昌）。一于氏嫁(愛新覺羅)魁明，其高祖務達海。